# 桑山正一
桑山 正一（くわやま しょういち、本名の読みは「まさかず」、1922年8月16日 - 1983年9月4日）は、昭和期の俳優・演出家。元劇団民衆舞台所属。2男1女あり、長男は桑山正道（舞台監督・舞台プロデューサー）、次男は桑山和之（映画プロデューサー）。

## 来歴・人物
東京市本所区（現在の東京都墨田区）出身。1943年に日本映画学校演技科を卒業し、戦争中は砲兵隊に所属して終戦時には仏領インドシナ（現ベトナム）で武装解除になり捕虜となる。戦後、帰国後しばらく自由労働者をした後、木下順二が主宰する劇団「ぶどうの会」に参加。劇団の創立メンバーとして、看板女優・山本安英の主演による『夕鶴』の与ひょう役をはじめ数々の舞台に出演した。
ぶどうの会解散後の1965年には自身が代表を務める「民衆舞台」を創設する。主任演出家も兼ねた座長として演劇活動を続ける。主な舞台として「敗戦シリーズ」でメッセージ性の強い作品と「民話の囲炉裏寄席」としてぶどうの会の流れをくむ作品を手がける。また映画やテレビドラマにも数多く出演した。飄々とした善役から憎々しい悪役まで、幅広い役柄を演じる個性派の名バイプレイヤーとして活躍した。1983年9月4日、自宅で急に具合が悪くなり救急車で搬送されたが、心不全のため東京都文京区の日本医科大学付属病院で死去した。『瀬戸内少年野球団』の春のシーンの撮影を残しての急死であったが、篠田正浩監督の意向で残ったシーンの設定を変えて、遺作として残す。61歳だった。

## 出演

### 映画
- 友情をつなぐ学級（1957年、共同映画・新世紀映画） - 担任の先生
- 堂堂たる人生（1961年、日活） - 竹平又左衛門
- みんなわが子（1963年、ATG） - 沼田先生
- にっぽん昆虫記（1963年、日活） - 小野川
- 彼女と彼（1963年、岩波映画） - 洗濯屋主人
- いいかげん馬鹿（1964年、松竹） - 海野茂平
- 河内ぞろ 喧嘩軍鶏 (1964年、日活)
- 怪談（1965年、東宝） - 猟師
- 水で書かれた物語（1965年、中日映画社） - 山崎
- 霧の旗（1965年、松竹） - 奥村恵之助　※1977年版にも同じ役で出演
- 河内カルメン（1966年、日活） - 不動院の良厳坊
- 空いっぱいの涙（1966年、松竹）
- 解散式（1967年、東映） - 大町信輔
- さらばモスクワ愚連隊（1968年、東宝） - マスター

・孤島の太陽（1968年、日活）-田村
- 東シナ海（1968年、日活）
- コント55号 人類の大弱点（1969年、東宝） - 大門千吉
- 荒い海 (1969年)
- どですかでん（1970年、東宝） - レストラン主人
- 潮騒（1971年、東宝） - 灯台長
- 人間革命（1973年、東宝） - 奥村
- 続・人間革命（1976年、東宝） - 奥村
- わたしのSEX白書 絶頂度（1976年）
- ひとごろし（1976年、松竹） - 宗方善兵衛
- あにいもうと（1976年、東宝） - 喜三
- はなれ瞽女おりん（1977年、創造社） - 今西万三郎
- 不連続殺人事件（1977年、ATG） - 平野警部
- 野球狂の詩（1977年、日活） - 五利一平
- 霧の旗（1977年、東宝） - 奥村恵之助
- 夢野久作の少女地獄（1977年、日活） - 校長
- 生贄の女たち（1978年、東映）- 井筒教授
- 野性の証明（1978年、東映） - 豊原浩三郎
- 事件（1978年、松竹） - キャバレーの客
- トラック野郎・一番星北へ帰る（1978年、東映） - 馬場忠太郎
- 青春 PARTII（1979年、ATG） - 有田威一郎
- わが青春のイレブン（1979年、東映） - 教務主任
- おさな妻（1980年、にっかつ） - 連太郎
- 二百三高地（1980年、東映） - 赤丸巡査
- ブリキの勲章（1981年、中山映画） - 教頭
- 密漁妻 奥のうずき（1981年、にっかつ） - 丸根達三
- 海峡（1982年、東宝）-横溝平作
- ひめゆりの塔（1982年、東宝） - 杉八
- 大日本帝国（1982年、東映） - 近隣の男
- 瀬戸内少年野球団（1984年、日本ヘラルド映画） - 校長

### テレビドラマ
- 子供の時間 二つのお月様（1953年、NHK）
- どたんば（1956年、NHK）
- 東芝日曜劇場（TBS）
  - 第35話「赤い陣羽織」（1957年）
  - 第59話「二十二夜待ち」（1958年）
  - 第139話「海援隊」（1959年）
  - 第196話「おえん婆さん」（1960年）
  - 第198話「都甲太兵衛」（1960年）
  - 第212話「細川がらしあ伝」（1960年）
  - 第231話「ある夜の殿様」（1961年）
  - 第276話「秋津の宿」（1962年）
  - 第280話「隅田川」（1962年）
  - 第281話「ダムの春」（1962年）
  - 第287話「夜の花火」（1962年）
  - 第291話「幸福のとなり」（1962年）
  - 第364話「カルテロ・カルロス日本へ飛ぶ」（1963年）
  - 第469話「結婚という就職」（1965年）
  - 第533話「早春の女」（1967年）
  - 第551話「秋津温泉」（1967年）
  - 第581話「天国の父ちゃんこんにちはその5」（1968年） - 鈴木先生
  - 第662話「さて男性諸君」（1969年）
  - 第859話「雨ニモマケズ」（1970年）
  - 第882話「波の影」（1973年）
  - 第1072話「白い闇」（1977年）
  - 第1079話「出会い」（1977年）
  - 第1221話「五月の街」（1980年）
  - 第1231話「おふくろの青春」（1980年）
  - 第1353話「もういちど旅立ち」（1982年）
- プラネタリウム劇場 嘘つき村（1957年、NTV）
- 雑草の歌（NTV）
  - 第28話「あなぐら」（1958年）
  - 第102話「医者がえし」（1960年）
  - 第120話「茜色の貯炭場」（1960年）
- 裁判 呪縛（1959年、KR）
- テレビ劇場（NHK）
  - 鈴が通る（1959年）
  - 馬六先生人生日記より 最初の往診（1959年）
  - 今昔隅田川（1959年）
  - 夜の冒険（1959年）
  - 小さな島にて（1960年）
  - 燃え立つ流れ（1960年）
  - 奇妙な遊び（1960年）
  - 馬六先生人生日記 あんぱんとクリスマス（1960年）
  - 風流紙芝居丹前（1961年）
  - 光秀叛逆（1961年）
  - あまんじゃく（1961年）
  - ささやかなものを（1961年）
  - 欲（1961年）
  - ほまれ（1963年）
  - オッペケペ（1963年） - 奥中欣治
  - 鎖国（1963年）
  - 紅煉（1963年）
  - 江戸の島（1963年）
  - 悪魔（1963年）
- ヤシカゴールデン劇場 赤い陣羽織（1959年、NTV）
- 民話劇場（KR）
  - 鍬と笛（1959年）
  - うぐいすの館（1959年）
- こども劇場 清六の笛（1959年、NHK）
- 三行広告 第29話「猟人」（1959年、CX）
- 三菱ダイヤモンド劇場（CX）
  - 罪な女（1959年）
  - 赤い雪（1960年）
- 日立劇場 第19話「友情の箱」（1960年、KR）
- 廻れ人生 第7話「歳月」（1960年、NTV）
- 慎太郎ミステリー・暗闇の声 私は何を飼ってたか（1960年、KR）
- この光は消えず（NHK）
  - トーマス・アルバ・エジソン（1960年）
  - 高野長英（1960年）
- 東芝土曜劇場（CX）
  - 第53話「死の花言葉」（1960年）
  - 第70話「牙」（1960年）
  - 第75話「幽霊大いになやむ」（1960年）
  - 第92話「育てる」（1960年）
  - 第98話「いくじなし」（1961年） - 長谷川
  - 第120話「黒い穴」（1961年）
  - 第123話「ゴー・ストップ」（1961年）
  - 第136話「故買屋やないで」（1961年） - 大倉刑事
  - 第152話「虚報」（1962年）
  - 第161話「つまづいた鉄道様」（1962年）
- ここに人あり 第144話「夏みかん」（1960年、NHK）
- 灰色のシリーズ（NHK）
  - 第11・12話「チューバを吹く男」（1960年）
  - 第34話「古傷」（1961年）
- 戦争 第17話「友」（1960年、CX）
- 指名手配（NET）
  - 第42話「飯場殺人事件」（1960年）
  - 第100・101話「偽装結婚」（1961年）
- 東レサンデーステージ（NTV）
  - 第7話「最後の大本営発表」（1960年）
  - 第29話「木枯の唄」（1961年） - 作次
- 松本清張シリーズ・黒い断層（KR）
  - 第8・9話「張込み」（1960年）
  - 第37 - 39話「草」（1961年）
- 侍（CX）
  - 第3話「土佐犬」（1960年）
  - 第12話「美しき侍」（1961年）
- グリーン劇場 第11話「二つの昇天」（1960年、TBS）
- 名勝負物語 第9 - 11話「二人の王将」（1960年、NTV）
- これが真実だ（CX）
  - 第46話「赤穂浪士討ち入りの件」（1960年）
  - 第48話「山城屋和助切腹事件」（1960年） - 山城屋和助
  - 第55話「近藤勇」（1961年）
- プラチナサスペンス（TBS）
  - いま生きている（1960年）
  - ひょっとすると（1961年）
- ゴールデン劇場 つむじ風（1961年、NTV）
- 人生うらおもて 第30話「春の風」（1961年、NTV）
- 愛の劇場（NTV）
  - 第74話「愛の涯」（1961年）
  - 第133話「宿題」（1962年）
- 夜の十時劇場 鳥井強右衛門（1961年、CX）
- 山本周五郎アワー（TBS）
  - 第2話「ひとでなし」（1961年）
  - 第17話「しゅるしゅる」（1961年）
- プリンススリラー劇場（CX）
  - 青い枯葉（1961年）
  - 笑う男（1961年）
- 人生の四季（NTV）
  - 第4話「榾火」（1961年）
  - 第18話「帰郷」（1961年）
  - 第46話「孔子の辻斬り」（1962年）
  - 第60話「甲賀忍法人蟹」（1962年）
  - 第67話「腐っても鯛」（1962年）
- 短い短い物語（NET）
  - 第5話「再会」（1961年）
  - 第71話「都会的殺人事件」（1962年）
  - 第80話「虹」（1963年）
  - 第95話「開業」（1963年）
- 夫婦百景（NTV）
  - 第174話「ある旅役者夫婦」（1961年）
  - 第199話「発明狂亭主」（1962年）
  - 第272話「浮草夫婦」（1963年）
- おかあさん（TBS）
  - 第100話「山のてっぺんの港」（1961年）
  - 第130話「お母さん失格」（1962年）
  - 第238話「負け犬」（1964年）
  - 第297話「とらと三人の息子たち」（1965年）
  - 第315話「他人の子」（1965年）
- 女の園 第1話「三人きょうだい」（1961年、NHK）
- 私だけが知っている（NTV）
  - 私は殺される（1961年）
  - 銀の壺（1962年）
- 創作劇場（NHK）
  - 百米道路（1961年）
  - アウトサイド物語（1962年）
  - 野良犬（1962年）
  - 回路（1964年）
- 純愛シリーズ（TBS）
  - 第26話「いのち」（1961年）
  - 第65話「泣いた悪魔」（1962年）
- 日立ファミリーステージ（TBS）
  - ぼろと札束（1962年）
  - 孤独な青年の休暇（1962年）
- 文芸アワー 糞尿譚（1962年、NTV） - 天野久太郎
- ドラマ人 第5話「或る女」（1962年、KTV）
- 近鉄金曜劇場（TBS）
  - ヘチマくん（1962年）
  - 勝負師（1962年）
  - ある復讐（1963年）
  - ほら善の死（1963年）
  - 十年ひとむかし（1964年）
  - 毒（1964年）
  - 猫のいる家（1965年）
- お気に召すまま 第5話「幽霊会社」（1962年、NETテレビ）
- 文芸劇場（NHK）
  - 第44話「人それぞれに」（1962年）
  - 第62話「手紙の女」（1963年）
  - 第85話「バナナ」（1963年）
  - 第87話「石中先生行状記」（1963年）
- ミステリーベスト21 長い長い眠り（1962年、NET）
- テレビ指定席（NHK）
  - 遠い島から（1961年）
  - 黒い炎（1963年）
  - 夢をつくる（1964年）
- 特別機動捜査隊（NET）
  - 第66話「悪い道」（1963年）
  - 第674話「女はぐれ鳥」（1974年）
- 大河ドラマ（NHK）
  - 花の生涯（1963年） - 久の市
  - 太閤記（1965年） - 安国寺恵瓊
  - 峠の群像（1982年） - 進藤源四郎
- 浪曲ドラマ 曲師一代桃中軒雲右衛門（1963年、NHK） - 宮崎箔天
- 事件記者（NHK）
  - 第147話「鎖」（1963年）
  - 第246話「傷あと」（1965年）
- 講談ドラマ 欲の皮西鶴「懐硯」より（1964年、NHK）
- 日本映画名作ドラマ 郷野の鐘（1964年、NET）
- 一千万人の劇場（CX）
  - はだかっ子（1964年）
  - 志士流行り（1964年）
- こども劇場 第75話「彦一ばなし」（1964年、NHK）
- 無法松の一生（1964年、CX / 東北新社） - 矢ヶ崎医師
- ハローCQ（1964年）（東京12チャンネル/岩波映画） - 主人公の少年の父
- 鉄道公安36号 第107話「面影」（1965年、NET）
- 風雪 浅草オペラ誕生（1965年、NHK） - 編集長
- 木下恵介アワー（TBS）
  - 二人の星（1965年 - 1966年） - 高梨公平
  - 記念樹（1966年） - 近藤
- NHK劇場（NHK）
  - 高窓のある部屋（1965年）
  - 休みの日に（1967年）
  - ひとりぼっちの廊下（1967年）
  - ものをいう犬（1968年）
  - 山うぐいす（1968年）
- 泣いてたまるか（TBS / 国際放映）
  - 第2話「やじろべえ夫婦」（1966年）
  - 第34話「ウルトラおやじとひとりっ子」（1967年）
  - 第42話「先生ラブレターを書く」（1967年）
  - 第49話「先生推理する」（1967年）
  - 第53話「先生追い出される」（1967年）
  - 第54話「先生、泣いてたまるか」（1967年）
- 日産スター劇場（NTV）
  - 離婚しましょうあなた（1966年）
  - メリーという名の女（1967年）
  - 奥さまお手を拝見（1967年）
  - とんとん拍子（1968年）
  - 美しい居候（1968年）
  - 立ち入り禁止・恋と恋（1969年）
- 七人の刑事（TBS）
  - 第240話「煙は残った」（1966年）
  - 第302話「終着駅」（1967年）
  - 第382話「地上300メートルの死刑台」（1969年）
- 銭形平次（CX / 東映）
  - 第16話「地獄の投げ銭」（1966年） - 与次郎
  - 第88話「大江戸の春」（1968年） - 堺屋
  - 第105話「風車の唄」（1968年） - 土川甚吾
  - 第265話「子供たちの城」（1971年） - 磯村勘兵ヱ
  - 第510話「頑固おやじ」（1976年） - 熊五郎
  - 第658話「俺は神様じゃない」（1979年） - 甚五郎
  - 第765話「血を吸う部屋」（1981年） - 茂助
- 三匹の侍（CX）
  - 第4シリーズ 第18話「処刑」（1967年） - 井筒屋
  - 第5シリーズ 第5話「獣」（1967年） - 竹田道玄
  - 第6シリーズ 第14話「俺は抜かない」（1969年） - 凡行和尚
- ザ・ガードマン（TBS / 大映テレビ室）
  - 第109話「忘れられない顔」（1967年）
  - 第154話「吹雪の中の殺人者」（1968年）
  - 第167話「停年殺人」（1968年） - 串本
- ローンウルフ 一匹狼 第3話「花模様の女」（1967年、NTV / 東映）
- ポーラ名作劇場 第80話「花のながれ」（1968年、NET）
- 素浪人 花山大吉（NET / 東映）
  - 第2話「やっぱりふざけた仲だった」（1969年）
  - 第73話「喰い逃げ野郎はツイていた」（1970年）
- 日本任侠伝 第1話「国定忠治」（1969年、NET / 東映） - 日光の円蔵
- 無用ノ介 第17話「おいらの好きな無用ノ介」（1969年、NTV / 国際放映） - 銭安
- 五番目の刑事（1969年、NET / 東映） - 牛山刑事(第1話 - 第12話)
- 鬼平犯科帳（1969年、NET / 東映）
  - 第26話「井筒屋おもん」（1970年、NET） - 近藤市五郎
- 時間ですよ（TBS）
  - 第1シリーズ（1970年）
  - 第2シリーズ（1971年）
- 燃えよ剣 第11話「眞葛ヶ原の朝霧」（1970年、NET / 東映） - 谷三十郎
- お荷物小荷物（1970年 - 1971年、ABC） - 滝沢孝太郎
- 遠山の金さん捕物帳（NET / 東映）
  - 第28話「亭主を追う女」（1971年） - 霞の伊三郎
  - 第68話「泥棒志願の男」（1971年） - 六助
- 徳川おんな絵巻 第21話「雪サこんこん」・第22話「さいはての花ひらく」（1971年、KTV / 東映）
- お荷物小荷物・カムイ編（1971年 - 1972年、ABC） - 滝沢孝太郎
- 大江戸捜査網（12ch / 日活〜三船プロ）
  - 第78話「悪人と笛吹き少女」（1972年） - 和尚
  - 第323話「哀しき流転! 謎の女」（1978年） - かすみの市兵衛
- 木枯し紋次郎 第2シリーズ 第8話「獣道に涙を棄てた」（1973年、CX / C.A.L）
- どっこい大作 第12話「そのタレを逃すな!!」（1973年、NET / 東映）
- 銀河テレビ小説 / 何処へ（1973年、NHK）
- いただき勘兵衛 旅を行く 第1話「神も仏もあったとさ」（1973年、NET / 東映） - 秋山図書
- ポーラテレビ小説 / お美津（1975年、TBS）
- はぐれ刑事 第13話「冬よ せめて美しくあれ」（1975年、NTV / 国際放映 / 俳優座） - 魚屋主人
- 伝七捕物帳 （1976年、NTV）
  - 第124話「花の蕾の十八娘」 - 八助
  - 第132話「真夜中の白装束」 - 幸兵衛
- 必殺シリーズ（ABC / 松竹）
  - 必殺仕業人 第11話「あんたこの根性をどう思う」（1976年） - 惣五郎
  - 必殺からくり人・血風編（1976年 - 1977年） - 熊谷隊長
  - 新・必殺からくり人 第10話「東海道五十三次殺し旅 桑名」（1978年） - 角屋善兵衛
  - 必殺仕事人 第9話「螢火は地獄への案内か?」（1979年） - 駒造
- 水戸黄門（TBS / C.A.L）
  - 第7部 第13話「泣くなわらしっこ -秋田-」（1976年8月16日） - 船頭
  - 第10部 第22話「赤い財布の恩返し -馬籠-」（1980年1月14日） - 源兵衛
- 夫婦旅日記 さらば浪人 第23話「恋飛脚」（1976年、CX / 勝プロ）
- 非情のライセンス 第2シリーズ 第99話「兇悪の殉職・右田刑事」（1976年、NET / 東映） - 暴力団祖父江組支部長・梅津
- 新・座頭市（CX / 勝プロ）
  - 第1シリーズ 第21話「契り髪」（1977年） - 儀兵衛
  - 第3シリーズ 第9話「雨の船宿」（1979年） - 船宿の主人
- 太陽にほえろ! （NTV / 東宝）
  - 第265話「ゴリ、爆発!」（1977年） - 井上署長
  - 第554話「シルバー・シート」（1983年） - 田代
- 特捜最前線（ANB / 東映）
  - 第26話「娘よ! 父の罪を赦せ」（1977年）
  - 第85話「死刑執行0秒前!」（1978年） - 君塚
- 気まぐれ本格派 第23話（1977年、NTV） - 四葉高校教諭 役
- 人形佐七捕物帳 第31話「捕物くらべ西東」（1977年、ANB / 東映） - 七兵衛
- 明日の刑事 第33話「死んでもUFOに乗る」（1978年、TBS / 大映テレビ）
- 西遊記 第7話「日照り妖怪の子守唄」（1978年、NTV / 国際放映） - 日照り妖怪
- 土曜ワイド劇場
  - 幽霊列車（1978年、ANB）
  - 女弁護士 朝吹里矢子2（1978年、ANB）
  - 七年待った妻・裸女モデル殺人事件（1984年、ABC）
  - 森村誠一の孤独の密葬（1985年、ANB）
- 土曜ドラマ（NHK）
  - 失楽園'79（1979年） - 郵便局長
- 熱中時代・刑事編 第13話「新婚旅行で大手柄」（1979年、NTV） - 湯田刑事
- 探偵物語（NTV / 東映ビデオ）
  - 第3話「危険を買う男」（1979年） - 警視庁嘱託医・江田
  - 第17話「黒猫に罠を張れ」（1980年） - 東亜火災保険顧問弁護士・犬塚実
- 手錠をかけろ! 第5話「キャッシュカード盗難事件 -仙台-」（1979年、CX / 国際放映）
- 大激闘マッドポリス'80 第11話「爆殺マシーン」（1980年、NTV / 東映）
- 新五捕物帳（NTV / ユニオン映画）
  - 第58話「ふきっ溜りの青春」（1979年） - 蔵前屋
  - 第141話「闇に消えた男」（1981年） - 定吉
- Gメン'75 第334話「茶碗にテープを貼る変な泥棒」（1981年、TBS / 東映） - 石岡徳次
- 火曜サスペンス劇場
  - 「松本清張の交通事故死亡1名」（1982年、日本テレビ / 三船プロ） - 亀村友次郎
  - 「それでも愛してる」（1983年、日本テレビ）
- あんちゃん（1982年 - 1983年、NTV / ユニオン映画） - 馬場東吉
- 大岡越前 第7部 第21話「母は天下の御意見番」（1983年9月12日、TBS / C.A.L） - 銭屋唐兵衛

### バラエティ番組
- タケちゃんの思わず笑ってしまいましたPART2[4]（1983年、フジテレビ）

### ラジオドラマ
- スリラー劇場（ラジオ東京）
  - 作並温泉にて（1958年）
  - 花束（1959年）
  - 見事な女（1960年）
  - 古傷（1960年）
  - 綜合手配（1960年）
- ニッポニア・ニッポン（1961年、NHK）
- かまとと長者（1964年、TBS）
- 星の牧場（1964年、ニッポン放送）
- 雪女風土記（1964年、NHK）
- 人間・このいとしきもの（1966年、文化放送）

### 吹き替え
- 偽装の女(1965年、NHK) - 軍曹(エリック・ブロアー)
- ぼくは悩んでいる(1966年、NHK) - 先生
- タイムトンネル　「過去との出会い」(1967年、NHK)  - クラーク議員(ゲイリー・メリル)
- 媚薬(1970年、NET)
- ぼくの伯父さん(1971年、NHK) - アルベル氏(ジャン・ピエール・ゾラ)
- マーフィの戦い（1974年、TBS） - ルイ・ブレザン（フィリップ・ノワレ）
- がんばれ！ぼくらのスモーキー (1975年、NHK) - ウィリアムズさん(ロバート・ドーニング)
- コマンド戦略（1977年、TBS） - ハンター
- 大草原の小さな家　(1978年、NHK) - ザカライア(Ｅ・Ｊ・アンドレ)

### 人形劇
- チロリン村とくるみの木（1956年 - 1964年、NHK） - ブラック・バット

### テレビアニメ
- 宇宙少年ソラン（1965年 - 1967年、TBS） - 古月博士

### 舞台
- 夕鶴（与ひょう役）
- 彦市ばなし
- 風浪
- 明治の柩
- ケイトンズヴィル事件の9人
- すぴーきんぐ73